# جهة العيون الساقية الحمراء
جهة العيون الساقية الحمراء هي إحدى الجهات الإدارية في التقسيم الجهوي الجديد للمملكة المغربية منذ 2015، مساحتها تبلغ 201.240 كيلومتر مربع، تحدها من الشمال جهة كلميم واد نون، ومن الجنوب جهة الداخلة وادي الذهب، ومن الغرب المحيط الأطلسي، عاصمتها مدينة العيون. ويبلغ عدد سكانها 367.758 نسمة حسب إحصائيات سنة 2014، أغلب سكان الجهة يعيشون في الوسط الحضري.

## التقسم الإداري للجهة
تتكون جهة العيون الساقية الحمراء من أربعة أقاليم، وهي:

إقليم العيون
إقليم طرفاية
إقليم بوجدور
إقليم السمارة

هذه الأقاليم تنقسم بدورها إلى مجموعة من الدوائر والجماعات الحضرية والقروية.

## التقسيم الإداري لأقاليم الجهة
| جهة العيون الساقية الحمراء | جهة العيون الساقية الحمراء | جهة العيون الساقية الحمراء | جهة العيون الساقية الحمراء                               |
| إسم الإقليم                | عدد سكان الإقليم (2014)    | الجماعات الحضرية           | الجماعات القروية                                         |
| -------------------------- | -------------------------- | -------------------------- | -------------------------------------------------------- |
| إقليم العيون               | 096 238                    | العيون المرسى              | - بوكراع - الدشيرة - فم الواد                            |
| إقليم بوجدور               | 556 50                     | بوجدور                     | - كلتة زمور - الجريفية - لمسيد                           |
| إقليم السمارة              | 014 16                     | السمارة                    | - حوزة - أمكالة - سيدي أحمد العروسي - الجديرية - تفاريتي |
| إقليم طرفاية               | 082 13                     | طرفاية                     | - أخفنير - الطاح - الدروة - الحكونية                     |

## جغرافيا

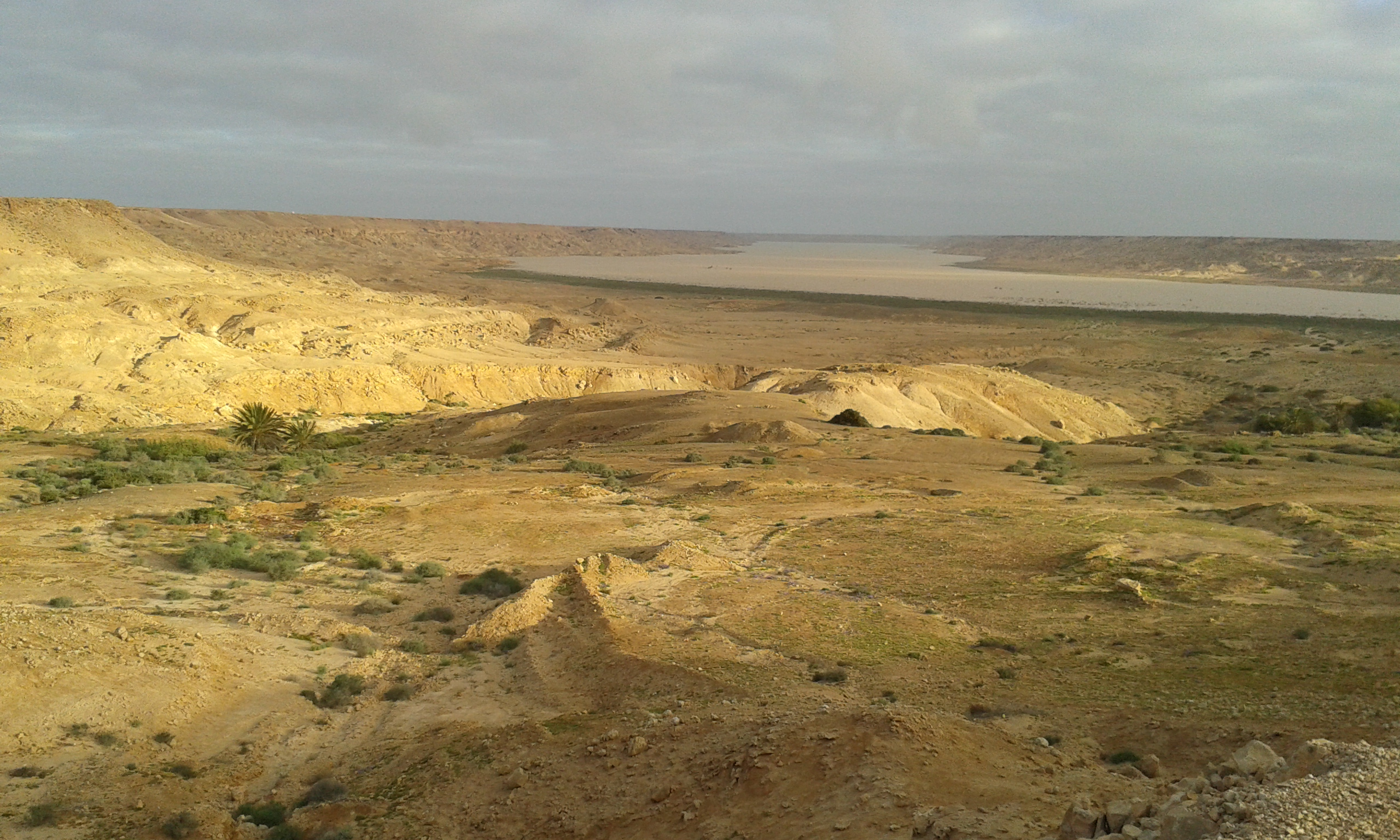
واد الساقية الحمراء

تشكل الهضاب والسبخات التضاريس الرئيسية للجهة بفعل المناخ والطبيعة الصحراوية للمنطقة.

### المناخ
ويتميز مناخ الجهة بقحولة حادة، وبندرة التساقطات، كما أن تأثير القرب من المحيط الأطلسي ليس له اثر إلا في الشريط الساحلي. درجات الحرارة المتوسطة، المسجلة في هذه الجهة ما بين 10و11 درجة شتاءا، أما في فصل الصيف فتبلغ 47 درجة.
كما تتميز الجهة بندرة التساقطات المطرية ويغيب عنها الزراعات البورية، أما فيما يخص الفرشة العميقة، فهي تغطي الجزء الغربي من الأقاليم الصحراوية مثل العيون وبوجدور وغيرها (على مساحة تقدر ب90.000 كلم² وتستغل في جماعات الحكونية الدشيرة وبوكراع عن طريق التنقيب. ويتراوح عمقها ما بين 500 و750م. مع تركيز ملوحة مرتفع في المياه.

## النقل والمواصلات

### الشبكة الطرقية
تقع جهة العيون الساقية الحمراء في منطقة صحراوية وبالتالي فالشبكة الطرقية غير كبيرة، فالجهة رغم توفرها على طرق وطنية، لا تتوفر على طرق جهوية كثيرة، وتمر بها الطريق الوطنية رقم 1، رقم 5، ورقم 14، كما تتوفر الجهة على 3 طرق إقليمية وهي الطريق الإقليمية رقم 110، رقم 1400، رقم 1402.

### النقل الجوي
تتوفر الجهة على مطارين وهما:
- مطار العيون الحسن الأول وهو مطار دولي يستطيع إستقبال مختلف أنواع الطائرات ويُشغل رحلات داخلية في المغرب، ورحلات دولية لجزر الكناري.
- مطار السمارة يُستخدم من قبل الطائرات العسكرية، ولا يتوفر على أي رحلات جوية تجارية.

## الجانب الديمغرافي
تعد الجهة كسائر الأقاليم الصحراوية نمو ديمغرافي ضعيف نوعاً ما حيث بلغ عدد السكان حسب آخر إحصاء ما مجموعه 367.758 نسمة أي بارتفاع 35 في المئة عن آخر إحصاء لسنة 2004 لكن يبقى ضعيف مقارنة بالجهات الأخرى.
يتمركز غالبية السكان بالمناطق القروية والريفية الصحراوية، فيما يشكل سكان المدن الكبرى للصحراء معدل متوسط.

## الأنشطة الاقتصادية
إن النشاطين الاقتصاديين الرئيسيين لهذه الجهة هما تربية الماشية والصيد البحري. وتتميز هذه الجهة أيضا بنشاط معدني متطور، يخص استخراج الفوسفاط، ولها مؤهلات سياحية هائلة. ومع ذلك، يظل القطاع الثالث مهيمنا على الجهة، حيث يشغل 64% من السكان النشيطين. وتتوزع بقية السكان النشيطين بالتساوي تقريبا على القطاعين الأول والثاني

### الفلاحة
تقدر المساحة الصالحة للزراعة بالجهة، بـــ7500 هكتار، منها 50 هكتار مسقية و 1000 هكتار قابلة للسقي. وتخصص القطع الأرضية المسقية بالأساس لإنتاج العلف (الفصة) وبعض الزراعات المقلية.
في هذه المنطقة القاحلة، يمكن أن نميز بين نوعين من الاستغلال الفلاحي:
المساحات المسقية والغرارات:
- تعتبر الدوائر المسقية أهم المجالات الفلاحية وكثرها مرودية. وقد تقلصت مساحتها بسبب زحف الرمال وانعدام الماء. ولهذا السبب، فإن المساحات المزروعة فعلا بالعيون تعرف كل سنة تقلبات هامة جدا. وهكذا يمكن أن تتقلص المساحة بشكل استثنائي في فترة الجفاف إلى ما بين 300 و 400 هكتار. بالمقابل يمكن أن تصل في فترة الأمطار إلى 7000 هكتار.
- وتكتسي الغرارات أهمية خاصة جدا في هذه الجهة. إنها عبارة عن أحواض في قعر صلصالي ضعيف النفاذية، حيث تتراكم المياه المطرية وأجزاء التربية الصالحة للزراعة المجمعة تحت تأثير الفيضانات. وتعتبر الغرارات المورد الوحيد للزراعة البورية.
إن عدد الغرارات في إقليم العيون يقارب 10000 وحدة. وتوحد الغارات حسب الأهمية في الدورة، عين تسكريد، ايزيك، طرفاية، بوكراع، العيون، الدشيرة، الحكونية، الخ. وأكبر غرارة هي الدورة، وتبلغ 1200 هكتار. أما بقية الغرارات فلا تتجاوز الواحدة منها مساحة متوسطة تتراوح ما بين 0.5 و1 هكتار.
أما المساحة المزروعة بالشعير والقمح (هيمنة الشعير ب 90%)، إبان موسم فلاحي متوسط (80 إلى 120ملم)، فإنها تتراوح ما بين 2000 و3000 هكتار، وتقدم مردودية متوسطة قدرها 8 قناطر في الهكتار الواحد.
وفضلا عن ذلك، فمن المعروف إن الملكية العقارية الغرارات عمومية، إلا أن الدولة لا تستغلها. أي أن الخواص الذين يستغلون الغرارات، ويشتغلون فيها كمالكين فعليين. ومنذ عدة أجيال أصبح من المعروف والمقبول أن هذه العائلة أو تلك هي المالكة لهذه الغرارة أو تلك، بالمعنى التقليدي للكلمة. وهذا الأمر العلمي يحترم بشكل تام داخل القبائل.
أحيانا، تتدخل السلطات المسؤولة، خاصة في بداية المواسم الفلاحية التي تبدوا واعدة، لتوزيع بعض الغرارات على فلاحين أو أكثر. لكن التقسيم يتم عموما بكيفية طبيعية، ارتكازا على العرف، الذي يحترم الحقوق التقليدية للمستعمل الذي اعتاد استغلال الغرارة. وأكثر من ذلك، فهذه الحقوق تنتقل بالوارثة من الآباء إلى الأبناء، لأن امتلاك غرارة يعتبر امتيازا ونوعا من الإرث الاجتماعي، الذي يسمح بتدعيم الهوية العائلية بشكل أفضل. وهكذا يصبح الاستغلال الفلاحي للغرارة فخرا قبليا.

### تربية الماشية

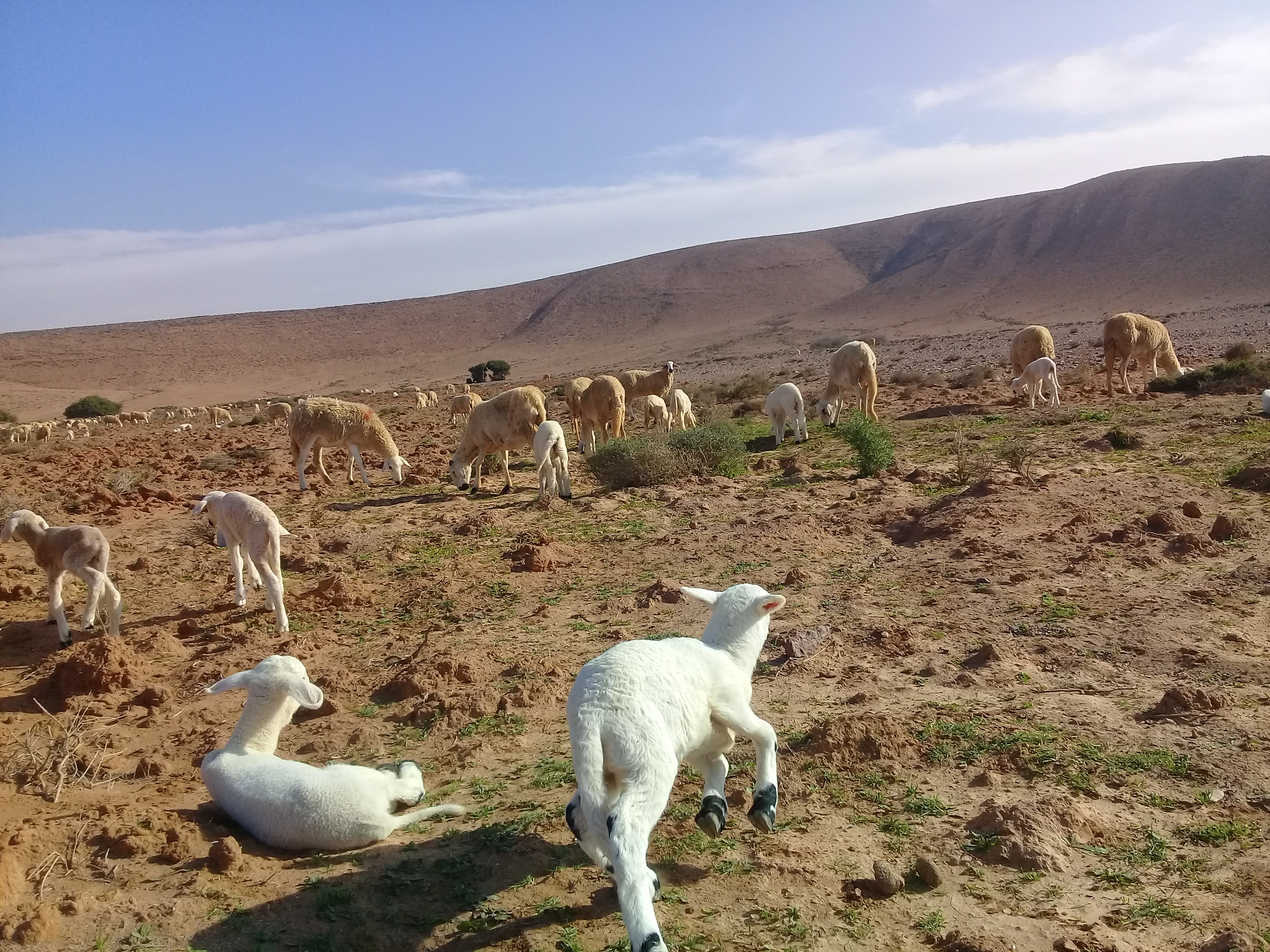
تربية الماعز في المناطق الصحراوية المغربية

تتوفر هذه الجهة على قطيع هام، يشكل المصدر الرئيسي لمداخيل رب الماشية. أما الأعداد الراهنة لهذه القطعان فهي كالتالي:
تحتل الإبل والمعز مكانة هامة في تربية الماشية بالصحراء. ويقدر عددها على التوالي ب 89.500 رأس من الإبل، أي 30% من القطيع الوطني للإبل، و 193.000 رأسا من المعز أي 4% من القطيع الوطني من المعز ويليهما قطيع من الأغنام 120.300 رأس أي 0.80 % فقط من القطيع الوطني من الأغنام، أما فيما يخص أبقار فإنها تمثل 440 رأس أي 0.01% من القطيع الوطني من الأبقار. إن نظام الرعي يرتكز في هذه المنطقة القاحلة، على تربية الماشية الانتجاعية المتنقلة. فمربّو الماشية، هم في أغلبيتهم حضريون. يقيمون بمدينة العيون أو بوجدور، ومن هناك ينضمون ويراقبون تنقل قطعانهم.

### الصيد البحري
تزخر الجهة بموارد بحرية هامة، وتضم ثلاثة موانئ هي المرسى طرفاية وبوجدور وفي سنة 1998، بلغ إنتاج الصيد بالنسبة للموانئ الثلاثة الموجودة بالجهة، كميات تقدر ب 309.207 طنا: 417.708.000 درهما. ويتكون عتاد الصيد البحري الشاطئ المستعمل حاليا في موانئ العيون وطرفاية، من 689 وحدة صيدية، وتتمركز أغلب الوحدات في مدينة العيون وبالخصوص فيما يخص القوارب الجيابة (100%) صيد أعالي البحار /85% / أما بخصوص قوارب صيد السردين، فإنها لا تمثل إلا 37.5 % كم أن عدد البحارة المنشغلين من طرف الوحدات الصيدية يقدر ب 7000 صياد. وفي سنة 1997 بلغت مساهمة هذه الجهة في الإنتاج الوطني للصيد البحري 231.164 طن من السمك الموجه للصناعة و 7170 طن من السمك الأبيض، وهو ما يمثل 14.3% من السمك الأبيض المصطاد وطنيا.
أما بخصوص الصيد البحري في أعالي البحار، فلقد سجل إبان سنة 97، ما قدره 502.891 كلغ ويوجه هذا الإنتاج بالخصوص إلى التصدير.
ومع ذلك، فإن تطوير هذا القطاع يفرض تبني إستراتيجية جهوية، تأخذ بعين الاعتبار المميزات الجهوية وعقلنة عوامل الإنتاج، وتشجيع المبادرة الخاصة لتشجيع انتشار نسيج صناعي، سيساهم أكثر في التنمية الاجتماعية – الاقتصادية الفعلية لهذه الجهة، ولإبراز قيمة منتوجات الصيد البحري.

### المعادن
تعرف هذه الجهة بثرواتها المعدنية، وبالخصوص الفوسفاط والملح والرمل.
ويقع منجم فوسفاط بوكراع على بعد 100 كلم، جنوب شرق مدينة العيون. ويستغل من طرف شركة فوسبوكراع. ويتعرض هذا المعدن للمعالجة الأولية، قبل إرساله لمعمل بشاطئ العيون- المرسى- عبر نقالات آلية ويبلغ طولها 98.3 كلم.
ويخضع الفوسفاط لمجموعة من عمليات الإغناء (الغسل، التجفيف، والتصنيف) قبل أن يصدر نحو الخارج. ينتج منجم بوكراع سنويا 1.860.000 طن من الفوسفاط 1997. وهو ما يمثل 2.32% من الإنتاج الوطني. ويشغِّل يدا عاملة تقدر ب 2400 عامل. ويصدر 45% من هذا الإنتاج إلى الولاية المتحدة، و 20 % إلى بلدان أوروبا الجنوبية.
وتتوفر هذه الجهة أيضا على 10 منخفضات طبيعية تسمى ب –السبخات – التي تشكل احتياطيات كبرى من الملح، مع أن استغلالها لا يزال تقليديا/ ملئ الأحواض بالأجاج، ثم عملية تبخر الماء التي تنتج عنها قشرة ملحية تجمع بالرفش/.
أما أهم السبخات الموجودة بالجهة فهي: سبخة تازغا، أم ضبع، تيسلتين، تيسفورين. وتغطي مساحة كبيرة أهمها – تازغا – طرفاية التي يقدر احتياطها ب 4.5 مليون طن، وتستغل منذ سنة 1991، من طرف شركة سوماسيل ويقدر إنتاج الجهة من الملح ب 20.000 طن في السنة وتوفر أكثر من 500 منصب شغل موسمي.
من الضروري أيضا تصنيف الأنشطة مرتبطة باستغلال الرمل ضمن أنشطة الاستخراج المعدني. وقدر إنتاج الرمل ب 78.630 طن سنة 1998 موجهة للتصدير نحو لاسبالاماس / جزر الكناري/.

### الصناعة
باستثناء العيون وضواحيها، فإن مدينتي بوجدور وطرفاية أقل تصنيعا بالمقارنة مع قطب الجهة. إن هذا التفوق الصناعي لمدينة العيون مرتبط بالدرجة الأولى بالبنية التحتية لميناء المرسى الذي جهز بمنطقة صناعية ذات ارتباط كبير بأنشطة الصيد والتصدير. كما أن هذا التطور الصناعي هو ثمرة تشجيع السلطات المركزية والمحلية والمصالح المختصة. ولقد سمح دعم الدولة ببروز 18 وحدة صناعية، تمثل عينة هامة لوحدات تجميد السمك والرخويات وصناعات الثلج، والمعلبات ووحدات دقيق وزيوت السمك. إن مدينة –المرسى– تضم أكثر من 10 وحدات صناعية كبرى، موجهة في أغلبها لصناعة دقيق وزيوت السمك. ولقد أثبت هذا المركز دوره باعتباره قطبا اقتصاديا جاذبا للاستثمارات الصناعية للولاية والجهة، حيث يتمركز به جل الوحدات الصناعية المرتبطة بتحويل منتوجات الصيد، وبتصدير الفوسفاط والرمل، وكذا مستودعات المنتوجات النفطية.
باستثناء بعض الوحدات الصناعية التحويلية لمنتوجات الصيد أو أنشطة التخزين (الرمل، الفوسفاط، الرمل) فإن هذه الجهة بعيدة عن أن تكون منطقة صناعية بامتياز. وذلك لغياب فروع صناعية أخرى، مثل العدانة والكمية، والشبه كيمياء والميكانيك والنسيج، الخ..

### الصناعة التقليدية
يرتبط تطور هذا القطاع بالتراث الثقافي للرحل، الذي يرتبط في جزء كبير منه بتربية الماعز والإبل. علما بأن جلود هذه الحيوانات تستعمل في صناعة البوفات، النعال إلخ.... بينما يستعمل وبرها في نسخ الزرابي وخيام الرحل. ويتميز الصحراويون –الرجال الزرق- أيضا بلباسهم الأزرق -الفتكات والملحفات- الذي يستورد في معضمه من موريطانيا أو يتم إتمامه في بعض الأحيان. كما أن فروعا أخرى من الصناعة التقليدية تعرف ازدهارا، وبالخصوص فرع الصياغة –صناعة الحلي والنحاسيات إلخ-. ويقدر مجموع عدد مناصب الشغل ب 960 صانعا تقليديا، وهو ما يمثل 2 % من الساكنة النشيطة الجهوية، موزعة على 14 نشاط منتج. وبالإضافة إلى ذلك، فإن إنجاز مركب للصناعة التقليدية بالعيون قد مكّن من رفع مستوى تعلم وتكوين الصناع التقليديين الشباب، ومن دعم وتشجيع الصناعة التقليدية المحلية.
إن بإمكان الصناعة التقليدية، التي تنهل من الغنى الثقافي للرجل –الصحراوي-، أن تعرف تطورا ودينامية، عبر علاقتها بالنشاط السياحي.

### الطاقة
محطات الطاقة الشمسية نور العيون (1)، ونور بوجدور (1) تم تشغيلهما خلال سنة 2018، بطاقة إجمالية تصل إلى 100 ميغاوات، كما تم سنة 2014 تقوية قطاع الطاقة المتجددة بالمنطقة عبر تشغيل حقل توليد الطاقة الريحية باقليم طرفاية (300 ميغاوات)، وحقل فم الواد للطاقة الريحية (50 ميغاوات)، والحقل الريحي باخفنير (1) (100 ميغاوات)، بالإضافة إلى تشغيل حقل الطاقة الريحية اخفنير (2) بطاقة اجمالية تصل إلى (100 ميغاوات) خلال سنة 2017.